# Guilhem Ier de Montpellier
Guilhem Ier est le fondateur de la dynastie des Guilhem, seigneurs de Montpellier, né en 955 et mort vers 1025.

## Biographie
Guilhem Ier était un chevalier qui, en raison de son dévouement, a reçu son fief le 26 novembre 985 de Bernard II, comte de Melgueil (Mauguio), avec l'accord de Ricuin II, évêque de Maguelone, moyennant hommage et redevance. Ce même Ricuin avait déjà inféodé Montpellier vers 975, à Gui, père de Guilhem Ier. Ce même Gui ne serait, à la suite d'une erreur d'interprétation d'Arnaud de Verdale, que Guilhem Ier lui-même. Les terres de Montpellier auraient appartenu à deux sœurs de Saint Fulcran, évêque de Lodève, et les auraient donné à ce même évêque Ricuin, afin de gagner des bonnes grâces divines.  
Cette donation d'un manse (domaine agricole) sur le Monspestularius par Bernard de Melgueil à Guilhem établit l'acte de naissance de Montpellier. Géographiquement, ce domaine était situé entre la Voie Domitienne, le fleuve du Lez et la rivière de la Mosson.
Sans descendance après sa mort, ce fut son neveu Guilhem II de Montpellier qui lui succéda aux alentours de 1025.